# 烏克利亞湖
烏克利亞湖是白俄羅斯的湖泊，位於布拉斯拉夫東南18公里，由維捷布斯克州負責管轄，長5.8公里、寬2.8公里，面積9.83平方公里，集水區面積69.3平方公里，湖岸線長度19.9公里，平均水深5.6米，最大水深25米。